# 1985 في تونس
فيما يلي قوائم الأحداث التي وقعت خلال عام 1985 في تونس.